# كأس الأمير 1962–63
أقيمت البطولة الثانية في كأس الأمير في 1 يناير 1963، وانتهت في 9 يناير 1963، وقد شارك في البطولة 5 فرق.

## الفرق المشاركة
- فريق الشرطة والأمن العام.
- فريق شركة نفط الكويت.
- نادي العربي الكويتي.
- نادي القادسية الكويتي.
- نادي الكويت.

## الدور التمهيدي
- فريق الشرطة والأمن العام × فريق شركة نفط الكويت (4:2)
- فريق شركة نفط الكويت × نادي العربي الكويتي (5:1)
- نادي الكويت × نادي القادسية الكويتي (0:2)

## النهائي
- 9 يناير 1963 : نادي العربي الكويتي × نادي الكويت (0:1)

سجل هدف العربي :
- محمد الخطيب

## هداف البطولة
ثلاث أهداف
- إبراهيم سمارة (العربي)
- علي ويس (شركة نفط الكويت)